# Neptalí Bonifaz
Neptalí Bonifaz Ascázubi (Quito, 29 de dezembro de 1870 - Ibidem, 23 de agosto de 1953) foi um político, economista e proprietário de terras equatoriano que venceu as eleições presidenciais de 1931, mas não assumiu o cargo porque foi desqualificado para a presidência pelo Congresso Nacional antes de se empossado.

## Biografia
Era filho do diplomata peruano Neptalí Bonifaz Febre y Zanabria e de Josefina Ascázubi y Salinas, de Quito, filha do ex-presidente Manuel de Ascásubi.
Seus estudos iniciais foram realizados em Quito num colégio de jesuítas e aos quinze anos foi enviado para a Europa para estudar Ciências Econômicas, Políticas e Comerciais na Universidade de Genebra, na Suíça, e na Sorbonne, na França.
Ao retornar ao Equador, dedicou-se quase que exclusivamente às atividades agrícolas em suas haciendas, até que em 1927 foi chamado pelo presidente Isidro Ayora para ocupar o cargo de presidente do recém-criado Banco Central do Equador.
Foi candidato à presidência nas eleições equatorianas de 1931, patrocinado pelo Partido Conservador. Venceu as eleições, mas não pôde assumir o mandato, pois sua eleição foi desclassificada pelo Congresso Nacional ao ser declarado "inapto para exercer a Presidência", por ter atribuído a nacionalidade peruana em diversas correspondências. Bonifaz, que estava em Hacienda Guachalá, deslocou-se para Quito.

### Guerra dos Quatro Dias
Em 28 de agosto de 1932, em decorrência da decisão do Congresso, a guarnição de Quito, juntamente com os partidários de Bonifaz, se revoltaram. Houve um confronto sangrento com tropas leais ao governo e nas ruas de Quito os combates continuaram até 1 de setembro, fazendo com que o presidente interino Alfredo Baquerizo se refugiasse na embaixada argentina e o ministro Carlos Freile Larrea assumisse o governo.
Finalmente os rebeldes foram derrotados. Esse episódio, no qual morreram mais de duas mil pessoas, é conhecido como a Guerra dos Quatro Dias. Mais tarde, Bonifaz dedicou-se às suas atividades privadas e serviu novamente como presidente do Banco Central do Equador em 1939.

## Morte
Afastado voluntariamente do serviço público e dedicado a suas atividades particulares, Neptalí Bonifaz faleceu na cidade de Quito em 23 de agosto de 1953.